# Талалаєвський Матвій Аронович
Матвій (Мотл) Аронович Талалаєвський (28 грудня 1908, с. Мохначка, Волинська губернія) — 22 вересня 1978, м. Київ, УРСР) — письменник, поет, перекладач, драматург. Писав свої твори їдишем, українською, російською мовами.

## Життєпис
Народився 28 грудня 1908 року у селі Мохначка на Житомирщині, ріс у багатодітній (8 дітей) небагатій сім'ї, тому з раннього віку був вимушений підпрацьовувати. Після закінчення сільської школи у 1919 році з родиною переїжджає до Києва, сподіваючись там заробити собі на життя. У Києві він спершу, у 1927 році, вступає на робітфак в єврейському Педагогічному технікумі, а потім у 1932 році продовжує навчання в Київському інституті профосвіти.
У Києві знайомиться з відомими єврейськими поетами того часу: Давидом Гофштейном, Левом Квітком та Іциком Фефером. Його захоплення поезією походить ще з дитинства, але сам Матвій віршувати починає в студентські роки. Пише вірші їдишем та українською мовами. До початку Другої світової війни Талалаєвський має вже 14 опублікованих поетичних збірок та більше десятка п'єс для дитячих театрів.
На початку німецько-радянської війни Талалаєвський вирушає добровольцем на фронт разом з іншими київськими письменниками. На фронті перебуває разом із поетом Зельманом Кацом — обидва були військовими кореспондентами у газеті «Сталинское знамя» (укр. — «Сталінський прапор»). Під час війни літератор листується з дружиною та надсилає матеріали для газети «Ейнікайт» («Єднання»). Зокрема, нарис «Євреї на фронті».
У 1951 році Талалаєвського заарештовують за сфабрикованим звинуваченням у космополітизмі та відправляють на 10 років заслання в табір особливого режиму, в казахстанський Степлаг. На момент арешту працював секретарем секції єврейських письменників України. Із 10 присуджених років він відбуває в місцях несвободи тільки 3 роки, його відпускають внаслідок перегляду справи та висновку про відсутність у ній складу злочину. Про перебування Мотла Талалаєвського під час повстання в Кенгірі згадує Олександр Солженіцин у своїй праці «Архіпелаг ГУЛАГ». Письменник та журналіст Валерій Могильницький пише, що Талалаєвського звільнили завдяки заступництву Максима Рильського, який після зустрічі з дружиною поета Кларою і дочкою Іриною 19 березня 1954 р. як депутат Верховної Ради СРСР надіслав листа до МВС СРСР з проханням звільнити його та Григорія Полянкера.
Після звільнення Талалаєвський повертається до Києва і мешкає у РОЛІТі (кв. 57).
Після повернення із заслання Талалаєвський має можливість знову писати українською мовою. Він встигає видати збірку «Закоханий у життя». Значним успіхом користувалися його україномовні п'єси «Перші конвалії» (1957) та «На світанні» (1964).
За словами його онука Ігоря, Талалаєвський близько 30 років пропрацював завідуючим літературною частиною у Київському театрі юного глядача.

## Творчість
Мотл Талалаєвський вільно володів українською, їдишем та російською мовами. Він багато писав: вірші, нариси, п'єси для дитячої та дорослої аудиторій театрів. Дві його вистави «Серце матері» та «Честь» у довоєнний час перемогли на республіканських театральних конкурсах. Він займався перекладом творів з їдишу на українську (твори Йосипа Бухбіндера).
До творчої спадщини літератора, окрім прозових творів та віршів, належать унікальні матеріали — сценарії свят, які Матвій Талалаєвський писав під час перебування у засланні, у радянському таборі. Ірина, донька Матвія Талалаєвського, передала архівний спадок свого батька Леоніду Фінбергу, директору Центру досліджень історії та культури східноєвропейського єврейства (Київ, Києво-Могилянська академія), де він нині і зберігається. Цей архів є найбільшим у колекції Центру — він містить понад 7000 одиниць зберігання: листування, фотографії, документи, рукописи творів та інші матеріали, які збирав Матвій Талалаєвський[відсутнє в джерелі].

## Твори
- Гарячі серця (1955—1973)
- Книга матері (1966—1967)[12]
- На колінах і зв'язані (1971)
- Перевесла (1975)
- Сповідь (1977)
- Нащадки (1978)